# Taeniophyllum saccatum
Taeniophyllum saccatum är en orkidéart som beskrevs av Louis Otho Otto Williams. Taeniophyllum saccatum ingår i släktet Taeniophyllum och familjen orkidéer. Inga underarter finns listade i Catalogue of Life.